# Placówka Straży Celnej „Bogdaj”

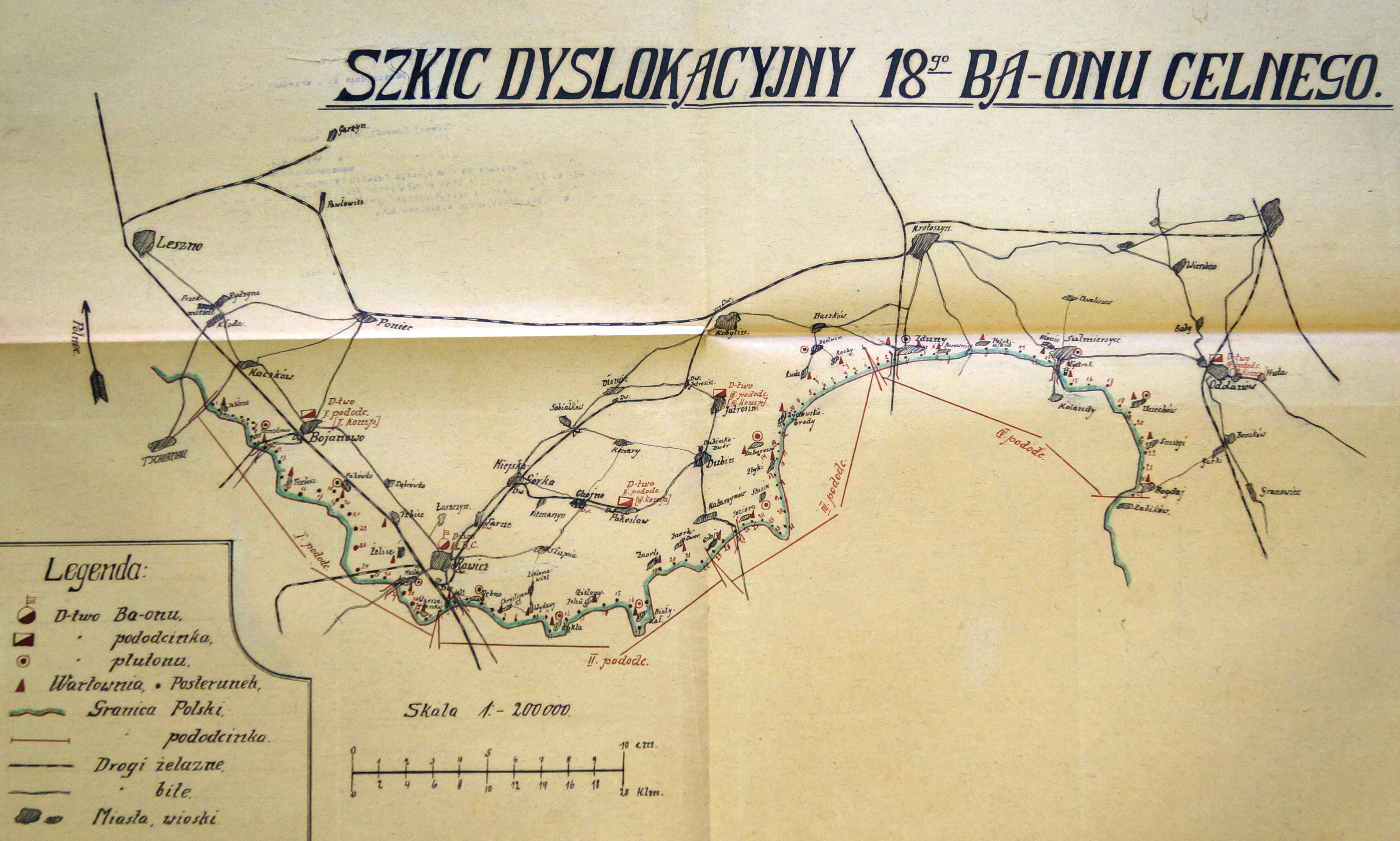
Szkic rozmieszczenia 18 batalionu celnego „Rawicz”

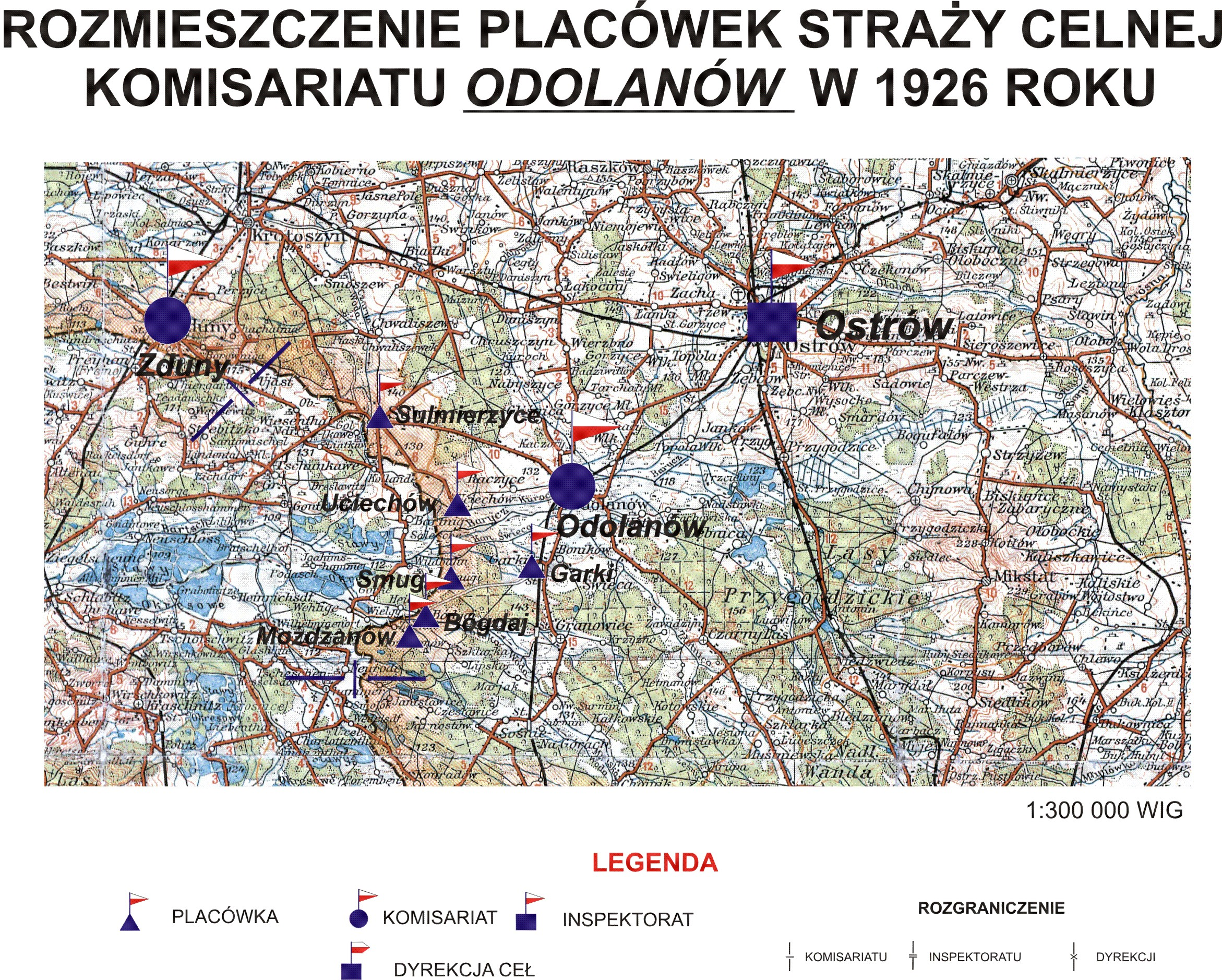
Rozmieszczenie placówek Straży Celnej Komisariatu Odolanów

Placówka Straży Celnej „Bogdaj” – jednostka organizacyjna Straży Celnej pełniąca w okresie międzywojennym służbę ochronną na granicy polsko-niemieckiej.

## Geneza
Po zakończeniu wojny polsko-bolszewickiej rozwiązano formację Strzelców Granicznych. Ich rolę na granicy zachodniej i południowej przejęły Bataliony Wartownicze. Z dniem 1 kwietnia 1921 Bataliony Wartownicze przeorganizowano na Bataliony Celne. W 1921 roku w Odolanowie stacjonował sztab 2 kompanii 18 batalionu celnego. 2 kompania celna wystawiła między innymi placówkę w Bogdaju.

## Formowanie i zmiany organizacyjne
Na wniosek Ministerstwa Skarbu, uchwałą z 10 marca 1920 roku, powołano do życia Straż Celną. Jednostki Straży Celnej rozpoczęły przejmowanie odcinków granicy od pododdziałów Batalionów Celnych. Proces tworzenia Straży Celnej trwał do końca 1922 roku. Placówka Straży Celnej „Bogdaj” weszła w podporządkowanie komisariatu Straży Celnej „Odolanów” z Inspektoratu SC „Ostrów”.
W drugiej połowie 1927 roku przystąpiono do gruntownej reorganizacji Straży Celnej. W praktyce skutkowało to rozwiązaniem tej formacji granicznej. Ochronę północnej, zachodniej i południowej granicy państwa przejęła powołana z dniem 2 kwietnia 1928 roku Straż Graniczna.
Rozkazem nr 3 z 25 kwietnia 1928 roku w sprawie organizacji Wielkopolskiego Inspektoratu Okręgowego dowódca Straży Granicznej gen. bryg. Stefan Pasławski przydzielił placówkę Straży Granicznej I linii „Żabnik” do komisariatu Straży Granicznej „Odolanów”.

## Funkcjonariusze placówki
Kierownicy placówki
| stopień    | imię i nazwisko, numer     | okres pełnienia służby | kolejne stanowisko |
| ---------- | -------------------------- | ---------------------- | ------------------ |
| przodownik | Walenty Kierzkowski (1428) | był w 1926             |                    |

Obsada personalna placówki w 1926:
- przodownik Walenty Kierzkowski (1428)
- starszy strażnik Ignacy Grabowski (1071)
- starszy strażnik Wojciech Gulczyński (1384)
- starszy strażnik Alojzy Zmyślony (1471)
- strażnik Stanisław Musielski (2832)
- strażnik Franciszek Szczepański (871)
- strażnik Franciszek Jelak (1775)